# Juan Andrés Agurto Iturra
Juan Andrés Agurto Iturra (* 16. Dezember 1984) ist ein ehemaliger chilenischer Biathlet und Skilangläufer.
Juan Agurto startete im August 2010 bei den Biathlon-Südamerikameisterschaften in Portillo und Bariloche. Bei der Meisterschaft, die als Rennserie ausgetragen wurde, wurde Agurto in Portillo 17. des Einzels, Elfter im Sprintrennen und 12. im Massenstart. Bei den Rennen in Argentinien trat er wie alle Chilenen wegen eines Erdbebens in ihrer Heimat nicht an. In der Gesamtwertung, in die nur drei Rennen eingingen, belegte er den 15. Platz. Von 2015 bis 2019 nahm er im Skilanglauf an FIS-Rennen und an Continental-Cup Rennen teil. Seine beste Platzierung dabei war der 20. Platz über 10 km Freistil im Februar 2015 beim Balkan-Cup in Zlatibor über 10 km Freistil. Bei den Nordischen Skiweltmeisterschaften 2017 in Lahti kam er auf den 121. Platz im Sprint und bei den Nordischen Skiweltmeisterschaften 2019 in Seefeld in Tirol auf den 113. Rang im Sprint.